# Carme Cloquells Tudurí
Carme Cloquells Tudurí (Maó, 1963) és una escriptora menorquina. És llicenciada en psicologia i treballa dins l’àmbit de l'ensenyament com a orientadora educativa. És membre de l’Associació d’Escriptors en Llengua Catalana. Ha publicat diversos llibres de poesia, de relats i articles en llibres i revistes d’educació i psicologia educativa. Ha guanyat diversos premis, com el III Premi Illa de Menorca (1999), el I Premi de narració curta Sant Climent (2009) i ha quedat finalista del Premi Joan Santamaria de poesia (Barcelona, 2007).